# 17823 Bartels
17823 Bartels (tên chỉ định: 1998 GA) là một tiểu hành tinh vành đai chính từ vành đai tiểu hành tinh. Nó được phát hiện bởi James M. Roe ở Đài quan sát Oaxaca ngày 1 tháng 4 năm 1998. Nó được đặt theo tên Mel Bartels, nhà thiên văn học nghiệp dư.